# کریستف ژنر
کریستف ژنر (انگلیسی: Christopher Jenner؛ زادهٔ ۳ نوامبر ۱۹۷۴) دوچرخه‌سوار اهل نیوزیلند است.